# Леонтій Полуботок
Леонтій Артемійович Полуботок (нар. до 1635 — пом. 1695) — український військовий та державний діяч у добу Гетьманщини. Генеральний осавул і бунчужний Війська Запорозького Городового, полковник Переяславського полку і наказний полковник Чернігівського полку. Батько наказного гетьмана Павла Полуботка. Сват Гетьмана Іоанна Самойловича.

## Біографія
Належав до роду старовинних чернігівських обивателів. 

### У часи Гетьмана Івана Брюховецького
Леонтій Полуботок 1668 обіймав посаду Чернігівського полкового писаря і тоді вже отримав від Гетьмана Іоанна Брюховецького маєтности. Крім того, Полуботок і сам скуповував собі землі біля села Полуботків (в Чернігівському полку). 

### В урядах Гетьмана Многогрішного
1669 Полуботок числився лише «товаришем полку Чернігівського» і жив у селі Полуботки, поблизу Чернігова. 1671, будучи у великій дружбі з Чернігівським полковником Василем Многогрішним, братом Гетьмана Даміана Многогрішного, отримав від останнього посаду Чернігівського полкового сотника, яким залишався і 1672, будучи призначеним в 1671-1672 роках наказним Чернігівським полковником. 

### В урядах Гетьмана Самойловича
З обранням 1672 Гетьманом Іоанна Самойловича, Полуботок отримав посаду Генерального Бунчужного і був нагороджений від царя платнею: «десять пар соболів і десять рублів». Таке швидке підвищення, незважаючи на його дружбу з Гетьманом Даміаном Многогрішним, засланим на Сибір, можна пояснити тим, що Полуботок був розумним і багатим політиком, який умів ладити з усіма політичними групами на Гетьманщині. Незабаром Полуботок взагалі поріднився з Гетьманом Самойловичем: його син Павло Полуботок одружився з гетьманською племінницею Євфимією Василівною Самойлович. 
1679 з військом під Києвом, коли на місто очікувався напад Турецького султана, а 10 лютого 1681 року закріпив за собою всі отримані від гетьманів маєтності царською грамотою, з якої видно, що він у цей час уже мав. 
У травні 1685, Леонтій Полуботок призначений Переяславським полковником на місце зміщеного Сербіна. 1683 він вже був наказним полковником цього полку. На посаді Переяславського полковника залишався до скинення Гетьмана Самойловича 1687. Тоді він взагалі був заарештований разом із сином Гетьмана Самойловича - Григорієм Самойловичем. 

### В урядах Гетьмана Мазепи
Полуботок був позбавлений полковництва, проте, ненадовго: призначений на його місце Родіон Дмитрашко-Райча здався гетьману Мазепі небезпечним, і в 1689 році Полуботок знову обійняв посаду полковника в Переяславі. До цього часу у Полуботка з Мазепою встановилися  навіть хороші відносини, і 17 липня 1689 гетьман передав йому у володіння Сосницьке село Наумівка і підтвердив перш дані маєтності. 
Через втрату довіри гетьмана Леонтій  був позбавлений посади полковника, і на його місце поставлений Іван Мирович. Залишившись без посади, Полуботок носив лише звання «знатного товариша Чернігівського полку» і жив у Чернігові, займаючись господарством, яке складалося, головним чином, в скупці земель і заселенні їх «вільними перехідними людьми». Таким чином, їм були засновані і заселені слободи: Довжик, Табаївка, Губичі та інші. Під кінець життя Полуботка Мазепа над ним змилостивився і повернув частину відібраних у нього місцевостей, а саме, села: Савинки, Габріловку, Каруковку і Наумівку - Чернігівського полку. 
Помер 1695. Похований Леонтій Полуботок в Чернігівському Єлецькому монастирі. 
1978, під час земляних робіт біля Успенського собору, знайдений кам'яний склеп, в якому виявлено поховання Леонтія Полуботка. Достеменність цього поховання доводить надпис на срібному хресті (12,5 х 10 см), який був прикріплений до верхньої дошки труни. 